# Cekcyn
Cekcyn è un comune rurale polacco del distretto di Tuchola, nel voivodato della Cuiavia-Pomerania.
Ricopre una superficie di 253,32 km² e nel 2006 contava 6500 abitanti.